# José Daniel Ponce
José Daniel Ponce, noto come Bocha (25 giugno 1962), è un ex calciatore argentino, di ruolo centrocampista.

## Carriera

### Club
Nel 1980 Ponce arriva all'Estudiantes dal Godoy Cruz. A La Plata vince un Campionato Metropolitano nel 1982 e un Campionato Nacional nel 1983. Nel 1984 passa all'Atlético Tucumán, società argentina nella quale rimane un solo anno prima di passare all'Union Magdalena di Santa Marta. In Colombia gioca cinque stagioni, l'ultima delle quali nell'Atletico Junior. Ritornato nel 1989 all'Estudiantes, squadra nella quale totalizza 221 incontri e 42 reti, nella stagione seguente passa al Boca Juniors. A Buenos Aires vince una Supercoppa Sudamericana nel 1989: gioca da titolare le finali e nel ritorno contro l'Independiente ad Avellaneda realizza il primo rigore nella serie vinta 3-5 dal Boca Juniors. A fine stagione alza anche la Recopa Sudamericana conquistata contro l'Atlético Nacional (1-0). Nel 1991 Ponce si trasferisce per un breve periodo in Europa ai francesi del Nîmes Olympique, squadra di seconda divisione che riesce ad ottenere la promozione alla fine della stagione 1991 conquistando il primo posto nel proprio girone. Nel 1991 ritorna in patria al San Lorenzo prima di vestire le maglie di Gimnasia y Tiro e delle società cilene Coquimbo Unido, Everton Viña del Mar e Huachipato. Nel 1997 conclude la sua esperienza da calciatore.

### Nazionale
Vanta 24 presenze e 4 reti in Nazionale tra il 1983 e il 1985, periodo durante il quale riesce a partecipare anche alla Copa América 1983.

## Palmarès

### Club

#### Competizioni nazionali
- Primera División (Argentina): 2

Estudiantes: Metropolitano 1982, Nacional 1983

#### Competizioni internazionali
- Supercoppa Sudamericana: 1

Boca Juniors: 1989
- Recopa Sudamericana: 1

Boca Juniors: 1990